# Тат-Момолі (Аризона)
Тат-Момолі (англ. Tat Momoli) — переписна місцевість (CDP) в США, в окрузі Пінал штату Аризона. Населення — 18 осіб (2020).

## Географія
Тат-Момолі розташований за координатами 32°36′4″ пн. ш. 111°53′10″ зх. д. / 32.60111° пн. ш. 111.88611° зх. д. (32.601195, -111.886129).  За даними Бюро перепису населення США в 2010 році переписна місцевість мала площу 2,41 км², уся площа — суходіл.

## Демографія
Згідно з переписом 2010 року, у переписній місцевості мешкало 10 осіб у 3 домогосподарствах у складі 2 родин. Густота населення становила 4 особи/км².  Було 9 помешкань (4/км²).
Расовий склад населення:
| - 60,0 % — корінних американців - 10,0 % — білих - 30,0 % — осіб інших рас |

До двох чи більше рас належало 0,0 %. Частка іспаномовних становила 30,0 % від усіх жителів.
За віковим діапазоном населення розподілялося таким чином: 50,0 % — особи молодші 18 років, 50,0 % — особи у віці 18—64 років, 0,0 % — особи у віці 65 років та старші. Медіана віку мешканця становила 18,0 року. На 100 осіб жіночої статі у переписній місцевості припадало 66,7 чоловіків;  на 100 жінок у віці від 18 років та старших — 66,7 чоловіків також старших 18 років.
Цивільне працевлаштоване населення становило 0 осіб. 